# William Z. Foster
William Z. Foster (Taunton, 25 februari 1881 – Moskou, 1 september 1961) was een Amerikaans syndicalist, communistisch politicus en auteur.
Foster bouwde de American Federation of Labor mee uit, stichtte de Trade Union Educational League en leidde de vakbondsbeweging in de vleesverwerking tijdens de Eerste Wereldoorlog en tijdens de staalstaking van 1919. 
Foster was achtereenvolgens aangesloten bij de Socialist Party of America (1901–1909), de Industrial Workers of the World (1909–1912) en de Communist Party USA (vanaf 1921). Die laatste organisatie leidde hij van 1929 tot 1934 en opnieuw van 1945 tot 1957. Foster was presidentskandidaat in 1924, 1928 en 1932. Bij die laatste verkiezing, met James W. Ford als kandidaat-vicepresident, behaalde de CPUSA 103.307 stemmen, 0,3% van het totaal.
Hij schreef tientallen boeken en pamfletten over politieke en syndicale strijd.